# Thurman Warriner
Thurman Warriner (* 1904; † 1974) war ein englischer Schriftsteller. 

## Leben
Warriner trat bereits als Kind bzw. als Jugendlicher am Theater auf. Er wollte aber dieses nicht zu seinem Beruf machen und reüssierte in den verschiedensten Berufen; u. a. arbeitete er längere Zeit auf einer Geflügelfarm und war auch Filmvorführer. Zu Beginn des Zweiten Weltkriegs meldete sich Warriner zur Royal Air Force und arbeitete dort u. a. als Mechaniker. 
Nach Kriegsende verließ Warriner die Armee und ließ sich 1950 als freier Schriftsteller nieder. Er verfasste nahezu ausschließlich Kriminalromane und veröffentlichte sie neben seinem eigenen Namen auch unter dem Pseudonym Simon Troy. Als Protagonisten wählte er Inspector Smith, der in beinahe allen Romanen als Hauptfigur mitwirkt.

## Werke (Auswahl)
unter dem Namen Thurman Warriner
- Death's bright angel. Hodder & Stoughton, London 1956.
- Death's dateless night. Hodder & Stoughton, London 1952.
- The doors of sleep. Penguin Books, Baltimore, Ml. 1961.
- Ducats in her coffin. Hodder & Stoughton, London 1951.
- The golden lantern. Hodder & Stoughton, London 1958.
- Heavenly bodies. Hodder & Stoughton, London 1960.
- She died of course. Hodder & Stoughton, London 1958.
- Das vollkommene Verbrechen. Kriminalroman („Method in his murder“). Herbig-Verlag, Berlin 1955 (Non-Stop-Bücherei; 3).

unter dem Pseudonym Simon Troy
- Beim Satan zu Gast. Kriminalroman („Sup with the devil“). Desch, München 1968 (Die Mitternachtsbücher; 393).
- Blind man's garden. Gollancz, London 1970.
- Don't play with the rough boys. Macmillan, New York 1963.
- Drunkard's end. Walker Press, New York 1960.
- Einladung zum Mord. Kriminalroman („Halfway to murder“). List, München 1961.
- Flieh wenn du kannst. Kriminalroman („Cease upon midnight“). Desch, München 1967 (Die Mitternachtsbücher; 328).
- No more a-roving. Gollancz, London 1965.
- Second cousin removed. Macmillan, New York 1962.
- Swift to its close. Garland Books, New York 1975, ISBN 0-8240-4950-0 (Nachdr. d. Ausg. New York 1969).
- Warten auf Oliver. Kriminalroman („Waiting for Oliver“). Desch, München 1966 (Die Mitternachtsbücher; 310).